# Radim Hruška
Radim Hruška (* 12. října 1984, Vsetín) je český hokejový útočník. Z hokejem začínal v Rožnově pod Radhoštěm. Většinu kariéry strávil ve Vsetíně. Mezi jeho další působiště patří Opava, Olomouc, Havířov, Skalica, Vítkovice a HC Košice. Nyní opět působí v Nových Zámcích.

## Hráčská kariéra
- 2002/2003 HC Vsetín (E)
- 2003/2004 Vsetínská hokejová (E), HC Slezan Opava (1. liga)
- 2004/2005 Vsetínská hokejová (E), HC Slezan Opava (1. liga)
- 2005/2006 Vsetínská hokejová (E), HC Havířov Panthers (1. liga)
- 2006/2007 HK 36 Skalica (SVK-1)
- 2007/2008 HC Vítkovice Steel (E)
- 2008/2009 HC Vítkovice Steel (E)
- 2009/2010 HC Vítkovice Steel (E)
- 2010/2011 HC Kometa Brno (E)
- 2011/2012 HC Kometa Brno (E), HC Vítkovice Steel (od 25.11.2011)
- 2012/2013 HC Vítkovice Steel
- 2013/2014 HC Energie Karlovy Vary
- 2014/2015 HC Energie Karlovy Vary
- 2015/2016 BK Mladá Boleslav (roční hostování)
- 2016/2017 HC Košice
- 2017/2018 VHK ROBE Vsetín
- 2018/2019 HC Nové Zámky
- 2019/2020 HC Nové Zámky